# 博福德鎮區 (明尼蘇達州布盧厄斯縣)
博福德鎮區（英語：Beauford Township）是位於美國明尼蘇達州布盧厄斯縣的一個行政鎮區。

## 地方資料
博福德鎮區的面積為92.90平方千米，當中陸地面積為92.10平方千米，而水域面積為0.80平方千米。根據2020年美國人口普查的數據，當地共有人口376人，而人口密度為每平方千米4.05人。